# Moeder Ida
Moeder Ida, in de wereld Ida Iweins (Zonnebeke, 27 februari 1876 - Roeselare, 20 februari 1962) was een Belgische kloosterzuster. Ze probeerde met het 'Heilig Elisabeths Liefdewerk' een nieuwe kloosterorde op te richten voor de opvang van verwaarloosde kinderen en lag zo mee aan de grondslag van het tehuis 'Onze Kinderen'.

## Levensloop
Ida Iweins was de dochter van ridder Eugène Iweins (1838-1902) en Louise Hynderick de Ghelcke. Haar vader was een grondeigenaar en van 1871 tot 1884 burgemeester van Zonnebeke. Ze groeide op in het ouderlijke kasteel te Zonnebeke en studeerde in het pensionaat Berlaymont in Brussel. In 1897 trad ze in bij de zusters franciscanessen. Ze verbleef hierdoor jaren in het buitenland, onder meer in Duitsland, Italië, Spanje en Oostenrijk.
Na de Eerste Wereldoorlog wou zuster Ida terugkeren naar haar geboortestreek die door de oorlog hard getroffen werd. Ze bekwam met steun van de bisschop van Brugge, Gustaaf Waffelaert en paus Benedictus XV ontslag van haar geloften en de toestemming om een nieuwe orde op te richten. Die zou zich toeleggen op het huisvesten en onderrichten van verwaarloosde kinderen in het door de oorlog getroffen gebied. Dit werd het 'Heilig Elisabeths Liefdewerk'. Ze vestigde zich eerst in de Borstelstraat te Roeselare en zocht medewerksters om een nieuwe congregatie op te richten. Ze kocht het voormalige kasteeltje van Alexander Rodenbach, oud-burgemeester van Rumbeke.
Zuster Ida werd Moeder Ida. Ze zou er niet in slagen een volwaardige congregatie op te richten. Een van de belangrijkste redenen hiervoor was een gebrek aan goed financieel beheer. Hoewel ze veel giften kreeg en haar moeder een groot deel van het familiefortuin aan haar schonk, kon ze haar instelling niet goed opbouwen. Om haar instelling te bekostigen trokken zij en haar medezusters als bedelzusters rond in Roeselare en omgeving.
In 1947 werden de schulden zo groot dat ze haar gebouwen moest verkopen. Het liefdadigheidsproject 'Stichting Onze Kinderen' van het Roeselaarse echtpaar Jozef Camerlynck-Simonne Vanneste kocht de gebouwen in Rumbeke op. De stichting maakte er een tehuis voor jongens van. Moeder Ida, inmiddels terug Zuster Ida, en twee van haar volgelingen bleven in de instelling wonen en bedelden verder. Haar activiteiten in de instelling waren klein van aard en ze leefde steeds meer als kluizenaar. Ze werd na haar overlijden in Zonnebeke begraven nabij het graf van haar ouders.
Tijdens de verkiezing van 'Het talent van Roeselare' of de grootste Roeselarenaar in 2013, werd zij 14de.